# Locomotiva nº 20 - Madeira-Mamoré
A Locomotiva 20, de origem americana, é uma locomotiva a vapor de 1909, que foi utilizada na Estrada de Ferro Madeira Mamoré.
Em sua lateral, havia a gravação de “Maquinista Rivero”, referência a Antônio Rivero, espanhol de A Torre, Comarca de Allariz, Província de Ourense, Comunidade Autônoma da Galiza, nascido em 1890, que chegou ao Brasil em 1911 para trabalhar na Estrada de Ferro Madeira Mamoré  

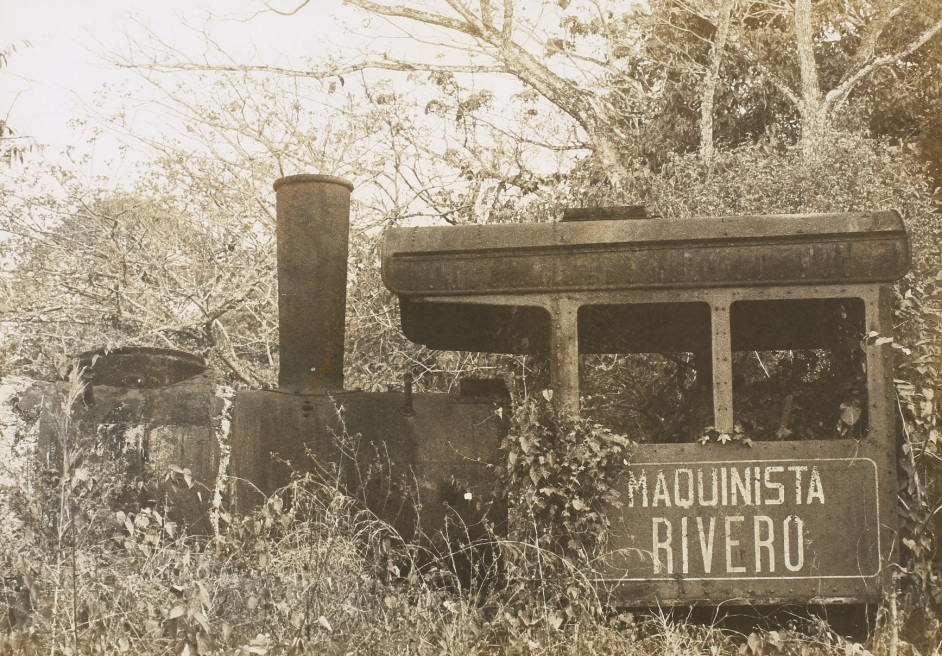
Imagem da Locomotiva nº 20 (Maquinista Rivero), utilizada na Estrada de Ferro Madeira Mamoré, após ser abandonada. Acervo do Iphan.

Entre 1981 e 1999 a Locomotiva nº 20 foi utilizada em um passeio turístico que ia de Porto Velho até Santo Antônio. Entretanto, o passeio teve de ser encerrado em razão de uma enxurrada no Rio Bate-Estaca, que levou parte dos trilhos.
A locomotiva número 20 foi recuperada em 2005, para ser utilizada nas filmagens da minissérie Mad Maria da Rede Globo. No enredo da minissérie, recebeu a numeração de locomotiva número 5.
Posteriormente, a locomotiva número 20 (locomotiva Maquinista Rivero) foi restaurada novamente em 2014, após uma enchente enchente do Rio Mamoré. 
Em 2017 foi noticiado que a Locomotiva estava passando por manutenção, com a troca de algumas peças visando ser exposta no Museu Municipal de Guajará-Mirim (RO).